# Мукша
Му́кша — річка в Україні, в межах Дунаєвецького та Кам'янець-Подільського районів Хмельницької області. Ліва притока Дністра.

## Опис
Довжина 56 км. Долина переважно глибока, місцями каньйоноподібна. Глибина річища на плесах до 1,2—1,5 м, на перекатах — до 40 см. 1954 року біля села Мала Слобідка встановлено гідрологічний пост.

## Розташування
Витоки розташовані на північний захід від села Зеленче. Протікає між річками Смотрич і Баговиця з півночі на південь (у пригирловій частині — на південний схід). Впадає до Дністра при північній частині села Велика Слобідка.

## Населені пункти
На Мукші розташовані такі села Кам'янець-Подільського району: Гуменці, Лисогірка (колишня Мукша-Колубаєвецька), Кам'янка (колишня Мукша-Боришковецька), Мукша Китайгородська (колишнє Жовтневе), Мала Слобідка (колишня Мукша-Пановецька), Тарасівка, а при впадінні Мукші в Дністер — Велика Слобідка (колишня Велика Мукша).
- Річка вперше згадується в грамоті князів Юрія та Олександра Коріатовичів від 1374 року: поле між річками Мукша та Баговиця було віддано у власність кам'янецькій міській громаді.